# Orțișoara
Orțișoara (hasta 1925 Cocota; en húngaro: Orczyfalva; en alemán: Orzydorf ; en serbio: Кокода, romanizado: Kokoda) es una comuna en el condado de Timiș, Rumania. 

## Organización territorial
Se compone de cuatro pueblos: Călacea ( en húngaro: Temeskalácsa; en alemán: Kalatscha; en serbio: Калача, romanizado: Kalača), Cornești (hasta 1960 Jadani; en húngaro: Mezőzsadány; en alemán: Schadan; en serbio: Жадањ, romanizado: Žadanj), Orțișoara y Seceani ( en húngaro: Temesszécsény; en alemán: Setschan   o Petersheim; en serbio: Сечањ, romanizado: Sečanj     ).

## Geografía
Orțișoara se encuentra en la parte norte del condado de Timiș, a unos 24 km de Timișoara. El área de la comuna cae dentro de la llanura piamontesa de Vinga, que forma parte de la llanura de Tisa. Esta llanura elevada, fragmentada por valles de piedemonte y numerosas grietas, permite la subdivisión de la zona en tres sectores:
- el sector de Seceani, que tiene la mayor altitud de la llanura del piamonte de Vinga (187,7 m en la punta de Luda Bara), presenta mesetas bastante estrechas, fragmentadas por valles de 40-80 m de profundidad y 20-70 m de anchura, con pendientes en general acentuadas;
- el sector Orțișoara-Vinga, con una altitud entre 150-170 m, presenta un relieve más atenuado que el sector anterior, mesetas más amplias y pendientes más bajas
- el sector Călacea-Bărăteaz-Satchinez, con una altitud entre 100-130 m, es la parte más baja que forma, a partir de la parte occidental de Călacea, el paso muy suave a la llanura baja, con mesetas muy amplias y una pequeña fragmentación del terreno.

### Hidrografía
El perímetro de la comuna pertenece a la cuenca del río Bega-Beregsău.
En la parte oriental de Seceani, todos los valles convergen hacia el arroyo Măgheruș, que tiene un curso permanente, pero con un caudal fluctuante, durante los otoños y primaveras lluviosos se inunda toda la pradera. El arroyo fijó su curso en una línea tectónica, lo que propició la aparición de una serie de manantiales mineralizados y varios volcanes de lodo cuyo burbujeo se debe a las fuertes salidas de gases fríos del interior de la tierra. La zona también está drenada por el arroyo Iercici, que tiene un curso sinuoso y permanente, con una amplia pradera que en muchos lugares supera los 200-300 m de anchura, así como por una serie de valles con flujos intermitentes como Apa Mare, Valea Vinelor, Luda Bara, Valea Lacului y Valea Carani. 

## Historia

### Orțișoara
En la Edad Media, en el emplazamiento de la actual Orțișoara, existía un asentamiento llamado Kokoth, del que se tiene constancia por primera vez en 1318, cuando aparece como propietario András, hijo de Miklós Kokaachi. El antiguo nombre se menciona más tarde en las notas de Marsigli (1690) y en el mapa del Conde Mercy (1723). En serbio, кокот/ kokot significa "gallo"; Orțișoara era famosa por los gallos que se comerciaban allí en la Edad Media.
El pueblo medieval fue destruido por los turcos en el siglo XVI. Se restableció en 1784-1786. En esa época, bajo el reinado del emperador José II, 200 familias de colonos alemanes de Lorena, Sarre, Renania-Palatinado, Wurtemberg y Baviera se establecieron allí. El responsable de la colonización fue el barón Georg Orczy, prefecto y participante en el asedio de Timișoara en 1716. Por lo tanto, el pueblo fue nombrado en su honor - Orczydorf ("pueblo de Orczy"). El primer alemán étnico que se instaló en el nuevo pueblo fue Fidelis Teufel; sólo se le llamó por el nombre de pila Fidelis, porque el nombre Teufel, que significaba "diablo", no le convenía. Más tarde se convirtió en el alcalde de la comuna, cuya tumba se encuentra todavía hoy en el cementerio de la comuna. Orțișoara fue una propiedad cameral desde 1785 hasta 1836, cuando el barón Georgios Sinas compró el pueblo. Después de la revolución de 1848-1849, se abolió el régimen patrimonial en Orțișoara.

### Călacea

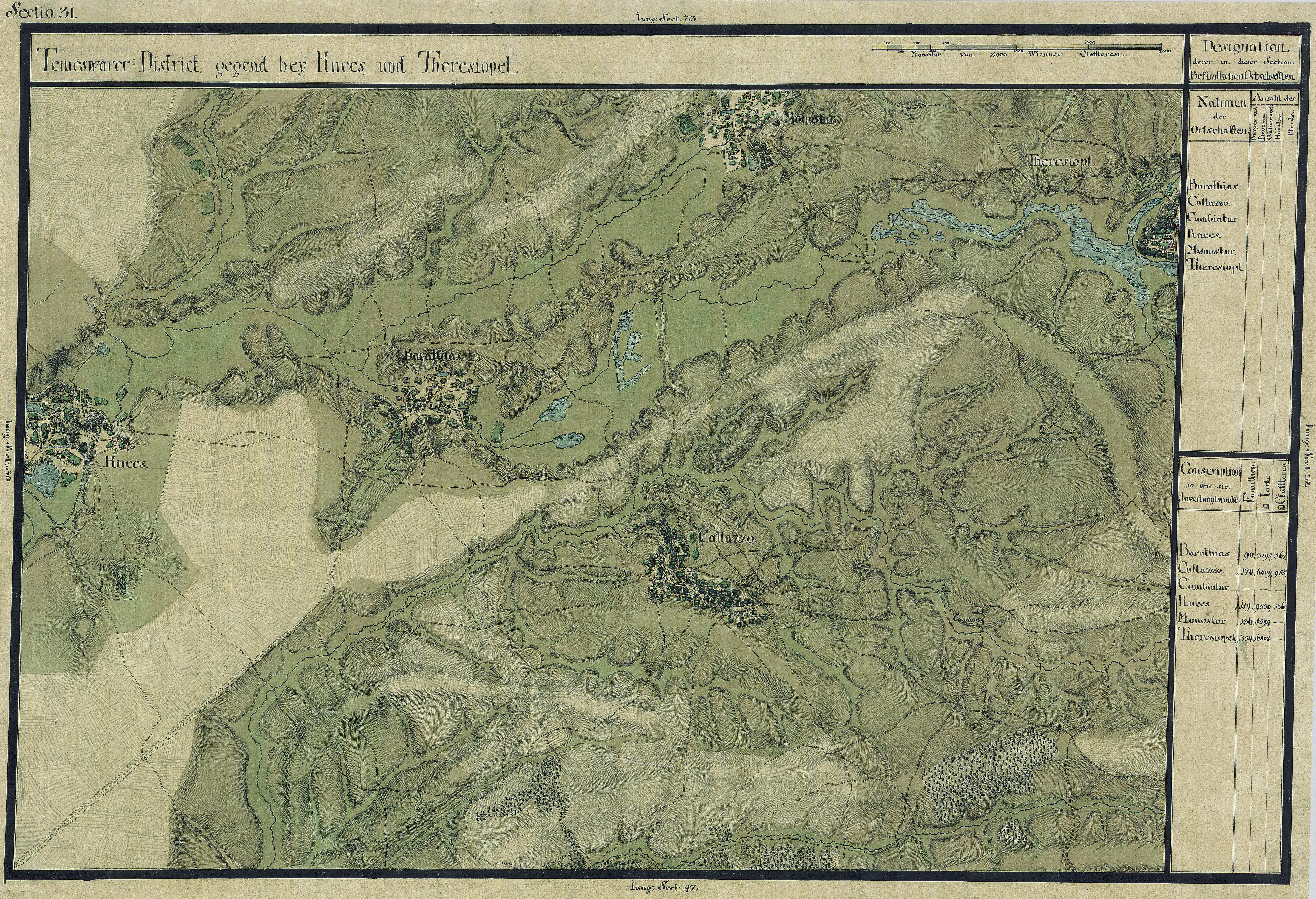
Călacea (Callazzo) en el Josephinische Landesaufnahme de 1769-1772

Calacea fue mencionada por primera vez en 1311 como Kalandava. Más tarde, hubo varias menciones en documentos sobre nobles y terratenientes locales (en 1341, con el nombre de Kalacha, en 1349, 1414, etc.). Faltan documentos sobre Călacea del periodo otomano.
Después de la ocupación del Banato por los Habsburgo, comenzó la reorganización del Banato y tuvo lugar la primera conscripción general, en 1718, elaborada bajo el gobierno del Conde Mercy . Călacea no se menciona en esta conscripción. En cambio, en el mapa elaborado en 1723, aparece el municipio habitado de Kallacs, en el distrito de Timișoara. También aparece en el mapa de Griselini de 1776, con el nombre de Callazo, y en el diccionario de Korabinsky con el nombre de Callatzo, con la especificación de que la población estaba formada por rumanos.
La crónica parroquial de 1758 registra la existencia de una iglesia de madera, que estaba dedicada al Santo Mártir Jorge. Esta iglesia de madera fue reemplazada por una nueva de ladrillo completada en 1829.
En el marco de la colonización del Banato, la emperatriz María Teresa emitió el 24 de julio de 1765 una orden para la dislocación de los pueblos nativos rumanos y su reubicación en regiones con una población rumana compacta. Siguiendo esta orden, los rumanos de Aradu Nou, Felnac y Sânpetru fueron desplazados. El gobernador del Banato, Perlas Rialph, presentó a la emperatriz un memorando en el que proponía la reubicación de varios pueblos rumanos: Murani, Jadani, Calacea, Seceani, Săcălaz, etc. Los nativos de varios pueblos se opusieron con vehemencia y lograron escapar del desplazamiento. Los habitantes de  Săcălaz, por ejemplo, fueron desplazados de sus hogares, mientras que los de Călacea consiguieron permanecer.
La finca de Călacea fue durante un tiempo propiedad del banquero greco-austriaco Georgios Sinas. Mantuvo buenas relaciones con los rumanos de Călacea, pero también con otros rumanos importantes del imperio, como Andrei Șaguna. Se dedicó a varios actos de caridad en favor de los rumanos de Călacea, entre los que también apoyó la biblioteca rumana.

### Corneşti
Cornești es uno de los pueblos más antiguos del Banato, cuya primera mención registrada data de 1233, cuando pertenecía a la Fortaleza de Timișoara . El nombre del pueblo fue Jadani (alternativamente Jădani) durante la mayor parte de su existencia, siendo el nombre actual asignado administrativamente en 1960, ya que el nombre original se consideraba poco estético.
El historiador Nicolae Ilieșiu (1921) muestra que en un diploma de 1318 se menciona que "el alcalde del pueblo de Zadane es un valaco, llamado Jorge, testigo en un proceso de posesión". Jadani también se menciona en los registros de diezmos papales de 1334-1337 como Sadan. En la conscripción llevada a cabo por los austriacos tras la conquista del Banato en 1717, Jadani estaba habitado y contaba con 10 casas. En 1761 el pueblo parece estar deshabitado, pero en 1783 vuelve a estar poblado. Más tarde, también se asentaron aquí alemanes y húngaros, pero los rumanos siguieron siendo mayoría.

### Seceani
Se han descubierto vestigios de la época romana en el territorio de la localidad, pero el actual Seceani data de la Edad Media, siendo muy probablemente mencionado por primera vez en un documento de 1256, con el nombre de Zechin. En los registros de diezmos papales de 1333–1335 se menciona como Zeche.
La localidad se formó a partir de la fusión de varias aldeas, que aparecen mencionadas en los documentos medievales: Secianiul Mic, Secianul Mare, Macova y otras. Sobre el establecimiento del pueblo, Nicolae Ilieșiu escribe que existía desde los siglos XIII-XV, "en un lugar despejado por los valacos". En 1582 se menciona que aquí también vivían varios serbios, pero que se marcharon o se rumanizaron en parte. Esto se sabe también por el hecho de que el nombre del pueblo se serbianizó: Мали Сечањ/Mali Sečanj (Secianiul Mic) y Велики Сечањ/Veliki Sečanj (Secianul Mare).

## Demografía
Orțișoara tenía una población de 4.190 habitantes en el censo de 2011, un 3% más que en el censo de 2002. La mayoría de los habitantes son rumanos (90,05%), con una minoría de húngaros (2,41%). Del 5,68% de la población, se desconoce el origen étnico. Por religión, la mayoría de los habitantes son ortodoxos (77,21%), pero también hay minorías de pentecostales (9,33%), católicos �latinos (4,27%) y católicos griegos (1,43%).Del 5,97% de la población se desconoce la afiliación religiosa.

## Sitios de interés

### Baños de Călacea
Los Baños de Călacea (en rumano: Băile Călacea) son un complejo balneario-climático de interés general. Las aguas termales aquí tienen temperaturas entre 38-40 °C, siendo recomendadas para enfermedades del sistema musculoesquelético, para el sistema nervioso periférico, para enfermedades reumáticas degenerativas, así como para gastritis o enfermedades hepatobiliares. La zona de ocio del balneario incluye un lugar para nadar con una piscina termal de tamaño olímpico y varios campos deportivos. El parque del complejo ocupa una superficie de casi 14 hectáreas, con árboles seculares, un bosque de falsas acacias, abetos y otras especies vegetales. Dentro del parque de los Baños de Călacea hay un lago con nenúfares blancos y un pequeño zoológico.

### Fortaleza prehistórica de Cornești-Iarcuri
Considerada la mayor fortificación de la Edad del Bronce en Europa, ocupa una superficie de más de 1.700 ha. La fortaleza probablemente fue construida alrededor del 1500 a. C. por comunidades de la cultura Cruceni-Belegiš y dejó de usarse en el 1000 a. C. Habría sido quemada cuando fue abandonada, para que los antiguos habitantes no tuvieran la tentación de regresar. La fortaleza consta de cuatro anillos concéntricos. Son en realidad los muros de la fortaleza, construidos con la ayuda de pilares de madera sobre los que se añadió tierra. Aún hoy son visibles, aunque han sido arrasados por la agricultura intensiva. La fortaleza es tan grande en comparación con otras, que la Fortaleza de Timișoara solo tenía el tamaño de su anillo más pequeño. En el interior de la fortificación se descubrió una puerta de acceso provista de torres de defensa de cuatro metros de altura, las ruinas de un antiguo templo, tumbas sármatas, talleres de cerámica y un asentamiento que data del siglo III o IV.
La fortificación apareció por primera vez en un mapa en el siglo XVII, pero entonces sólo se habían descubierto dos de los anillos interiores. En el siglo XIX se descubrió el tercer círculo y, más recientemente, en 1973, salió a la luz el cuarto. La fortaleza fue investigada por primera vez por Ioachim Miloia en 1932 y luego por Marius Moga en 1939. La mayoría de las fuentes hasta Ioachim Miloia consideraban que la fortaleza era un anillo ávaro, una fortificación construida por los ávaros supervivientes que se retiraron al este tras su derrota anteCarlomagno. Otra hipótesis, apoyada por Constantin Răileanu en 1981, pero refutada por Florin Medeleț , consideraba las ruinas como los restos de la ciudad de Tema, mencionada en la Cosmografía de Anonymus Ravennas. Investigaciones más recientes sugieren que la fortaleza de Cornești-Iarcuri pertenecía a una población de agricultores y ganaderos, que controlaban las principales vías de acceso a diversas zonas ricas en materias primas (sal en Transilvania, oro en los montes Apuseni, cobre en los montes Banato). Desde un punto de vista estratégico, la fortificación se encuentra a medio camino entre las cuencas de los ríos Timiș y Mureș, la principal vía de acceso a Transilvania. No se descarta que esta fortificación sea una construcción con un importante papel de prestigio para las élites guerreras de finales de la Edad del Bronce, en el norte del Banato.

### Volcanes de lodo de Seceani
Llamados por los lugareños forocici o bolboroace, se encuentran en una pradera entre Seceani (municipio de Orțișoara) y Fibiș (municipio de Pișchia). El agua recogida en los cráteres del campo "hierve" debido a la presencia de dióxido de carbono. El cráter más grande no es muy profundo, poco más de un metro, y se llama Boca del Infierno (en rumano: Gura Iadului). En el pasado, los habitantes de Seceani y Pișchia venían aquí para curarse del reumatismo.